# Shi Zhiyong (halterófilo, 1993)
Shi Zhiyong (en chino: 石智勇; Lingui, 10 de octubre de 1993) es un deportista chino que compite en halterofilia.
Participó en tres Juegos Olímpicos de Verano, entre los años 2016 y 2024, obteniendo dos medallas de oro, en Río de Janeiro 2016 (categoría de 69 kg) y en Tokio 2020 (categoría de 73 kg).
Ganó tres medallas de oro en el Campeonato Mundial de Halterofilia entre los años 2015 y 2019.
En abril de 2021 estableció una nueva plusmarca mundial en arrancada de la categoría de 73 kg (169 kg).

## Palmarés internacional
| Juegos Olímpicos   | Juegos Olímpicos         | Juegos Olímpicos | Juegos Olímpicos |
| Año                | Lugar                    | Medalla          | Categoría        |
| ------------------ | ------------------------ | ---------------- | ---------------- |
| 2016               | Río de Janeiro (Brasil)  | Medalla de oro   | 69 kg            |
| 2020               | Tokio (Japón)            | Medalla de oro   | 73 kg            |
| Campeonato Mundial |                          |                  |                  |
| Año                | Lugar                    | Medalla          | Categoría        |
| 2015               | Houston (Estados Unidos) | Medalla de oro   | 69 kg            |
| 2018               | Asjabad (Turkmenistán)   | Medalla de oro   | 73 kg            |
| 2019               | Pattaya (Tailandia)      | Medalla de oro   | 73 kg            |